# Christus Verlosserkathedraal (Banja Luka)
De Christus Verlosser-kathedraal (Servisch: Храм Христа Спаситеља) in Banja Luka staat in het centrum van de stad, vlak bij het raadhuis. De kathedraal werd in de jaren 1993-2004 gebouwd en is een replica van de kerk die in de Tweede Wereldoorlog werd verwoest door Kroatische extremisten. De kerk is de kathedraal van de eparchie Banja Luka van de Servisch-orthodoxe Kerk.

## Geschiedenis
De oorspronkelijke kathedraal werd tussen de twee Wereldoorlogen gebouwd en in eerste instantie gewijd aan de Heilige Drie-eenheid. Op Hemelvaartsdag 1939 vond de plechtige wijding van de kathedraal plaats. Toen op 12 april 1941 Banja Luka door de Duitse Luftwaffe werd gebombardeerd werd de nog maar twee jaar eerder voltooide kerk geraakt en raakte met name de apsis van het altaar zwaar beschadigd. Na de overwinning van de asmogendheden op het Koninkrijk Joegoslavië in 1941 behoorde Banja Luka tot de Onafhankelijke Staat Kroatië, een vazallenstaat van het nationaalsocialisme. De heersende Ustašabeweging voerde onder aanvoering van Ante Pavelić een schrikbewind in tegen verschillende minderheden, maar vooral tegen de Serviërs en de Servisch-orthodoxe Kerk. In mei 1941 werd de kerk als ruïne verklaard en de Servische en Joodse bevolking van Banja Luka werd gedwongen de kerk steen voor steen af te breken. Tegelijkertijd werd elders in de stad ook de Servisch-orthodoxe Kerk van de heilige Joris verwoest. De orthodoxe bisschop van Banja Luka, Platon Jovanović, werd op 5 mei 1941 op bevel van de Ustašaregering gearresteerd en zou later als martelaar sterven.
Na de Tweede Wereldoorlog werden veel historische gebouwen van Banja Luka herbouwd, echter voor de herbouw van de Drie-eenheidskerk werd geen bouwvergunning afgegeven. Op de plaats waar ooit de kerk stond verscheen een monument voor de gevallen Partizanen.

## Herbouw
In het begin van de jaren 90 kreeg de Servisch-orthodoxe Kerk een vergunning om de kerk te herbouwen. Na verplaatsing van het oorlogsmonument kon men in 1993 een aanvang maken met het begin van de bouwwerkzaamheden, voorafgegaan door een zegening van de fundamenten van de kerk door Pavle van Belgrado. Men koos ervoor om de nieuwe kathedraal te wijden aan Christus de Verlosser. De reden was dat in de jaren 1963-1969 in Banja Luka al een nieuwe kerk was gebouwd die men wijdde aan de Drie-eenheid. Men hield het toen voor onmogelijk dat de oude Drie-eenheidskathedraal ooit weer zou worden herbouwd en de in de jaren 60 gebouwde kerk werd bestemd om de herinnering aan de oude kathedraal levend te houden
Op 9 januari 2012, 20 jaar nadat de eerste voorbereidingen tot wederopbouw van de kathedraal werden getroffen en op het feest van de heilige Sava, ging patriarch Irinej voor in een Goddelijke Liturgie in de kathedraal.

## Architectuur
De huidige kathedraal is een replica van de in 1941 vernietigde Drie-eenheidskathedraal. Het gebouw werd in neo-byzantijnse stijl gebouwd, gebruik makend van van rode en gele travertijn uit Mesopotamië. De vijf koepels, die Christus en de vier evangelisten symboliseren, werden gemaakt van staal uit Siberië en met bladgoud belegd. De kerktoren is 47 meter hoog en de hoofdkoepel heeft een hoogte van 22,5 meter. De kathedraal biedt plaats aan 800-1000 personen.

## Afbeeldingen

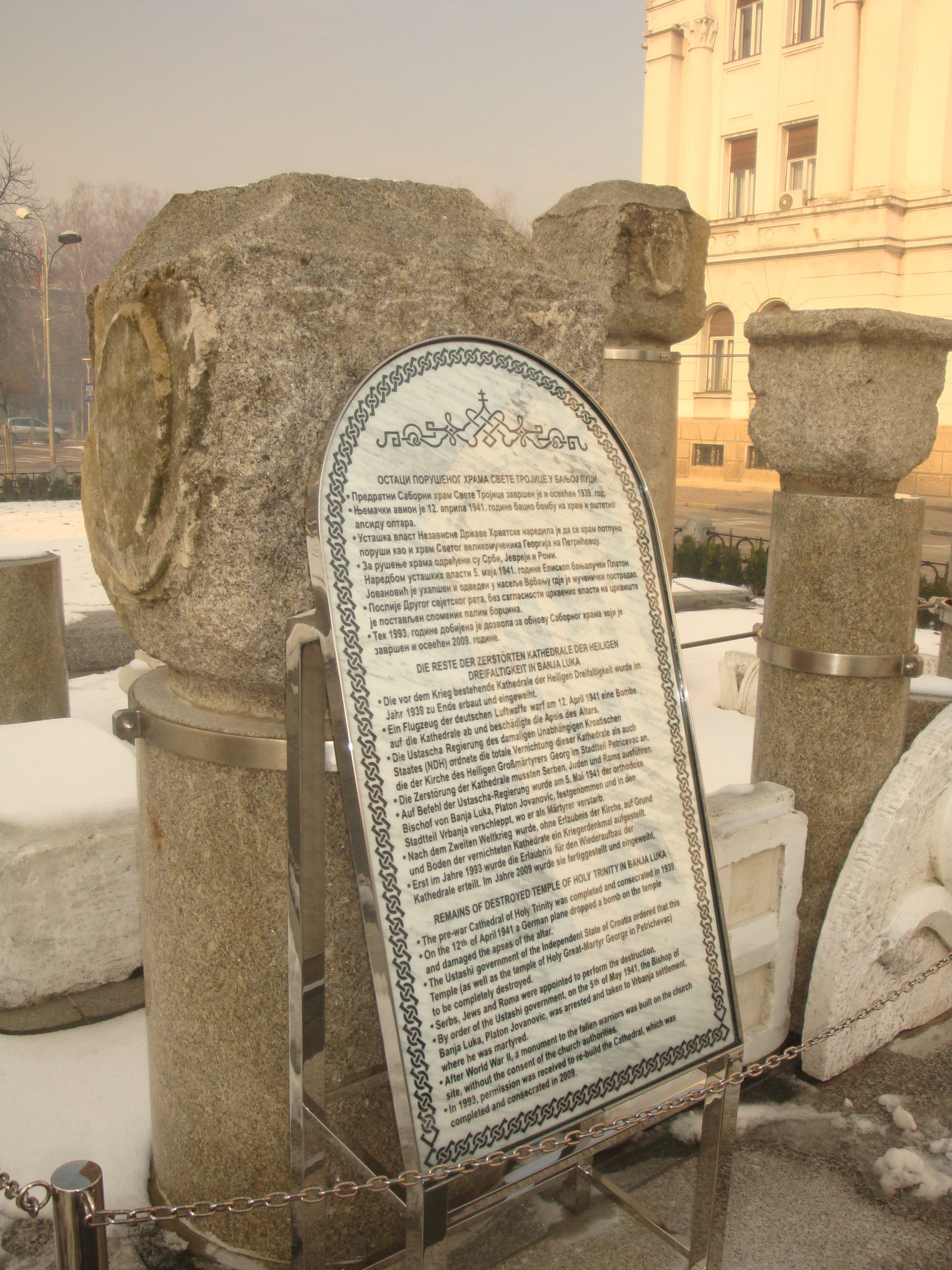
Resten van de in 1941 vernietigde Drie-eenheidskathedraal
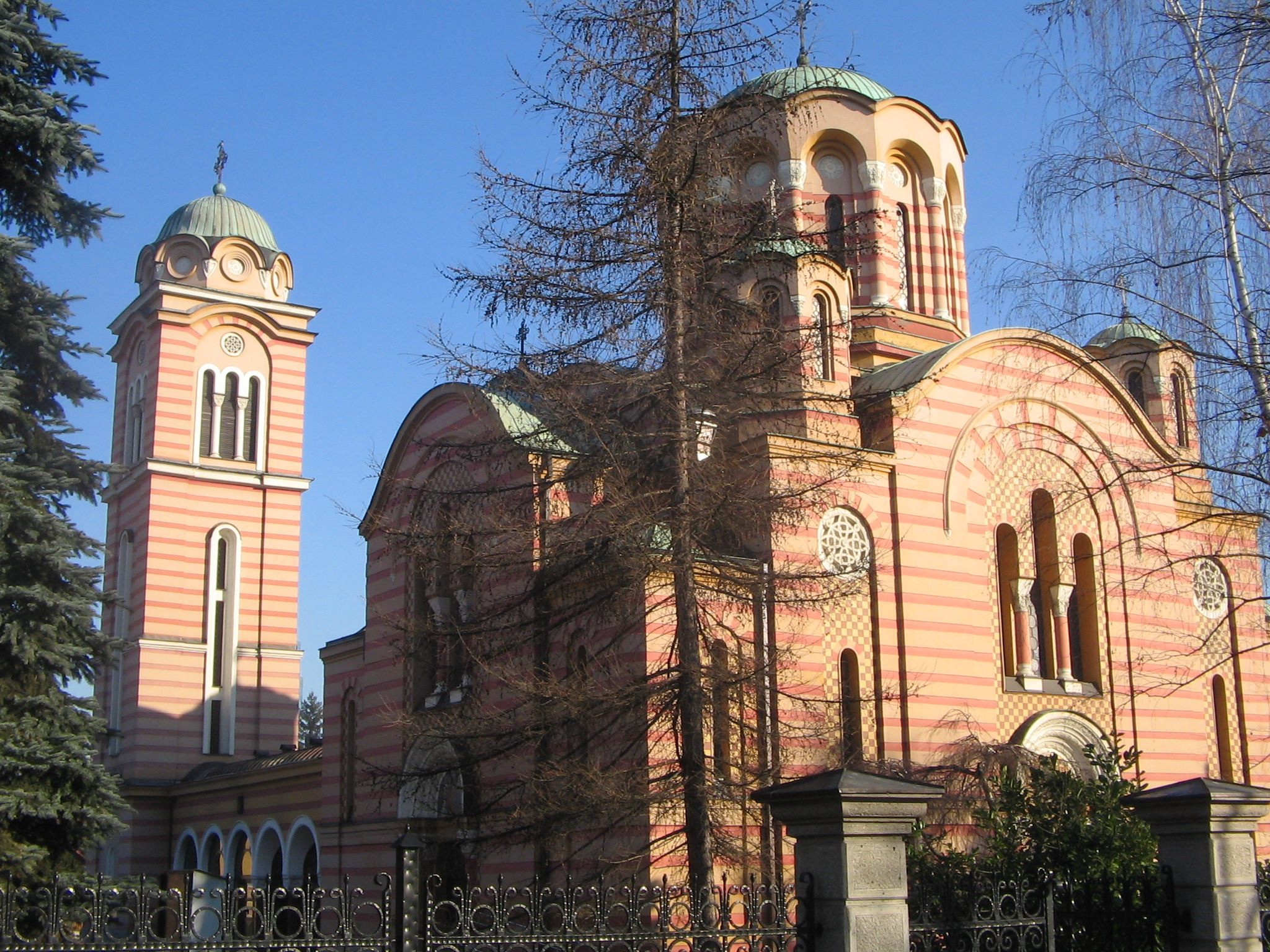
de huidige Drie-eenheidskerk
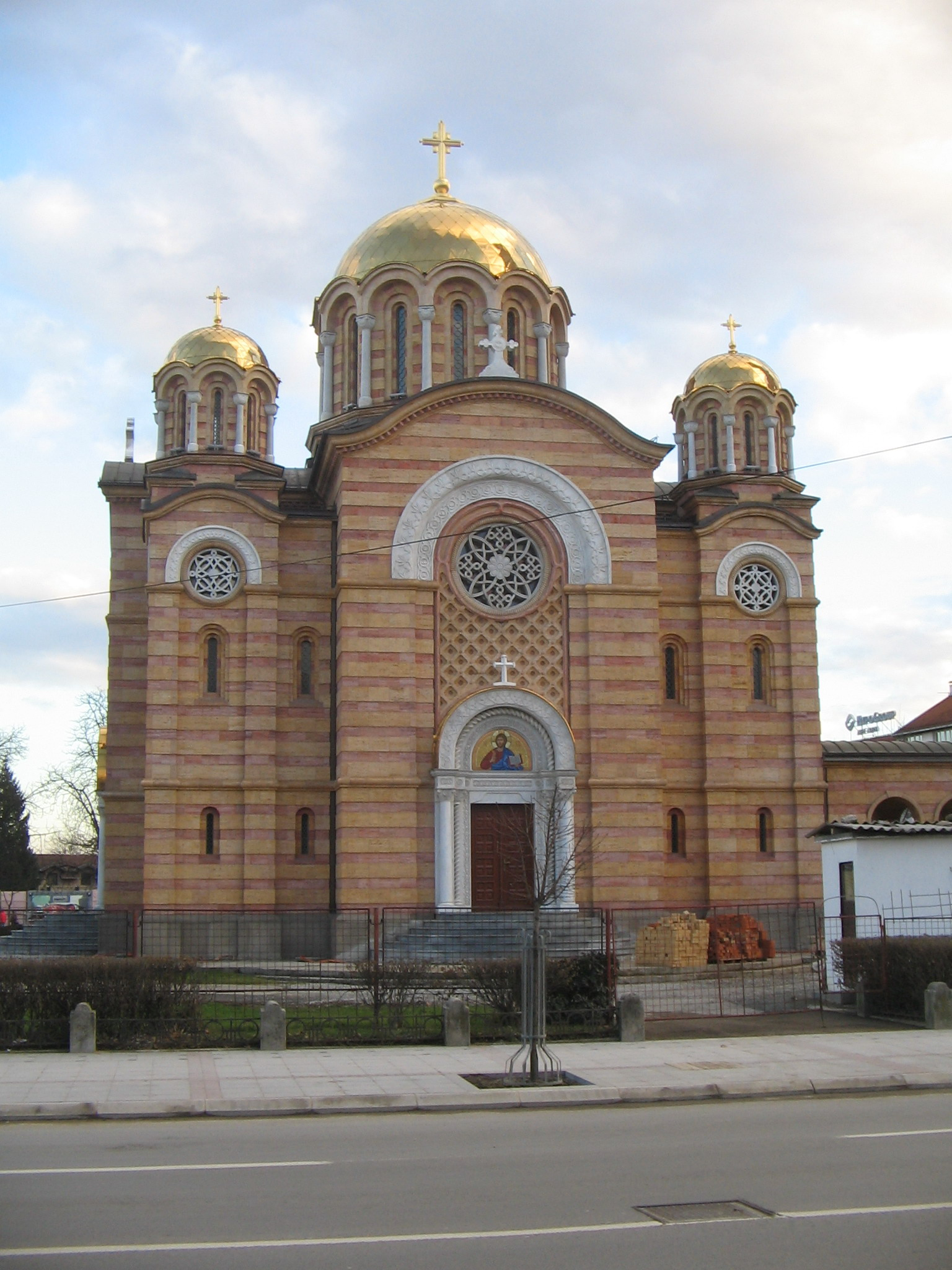
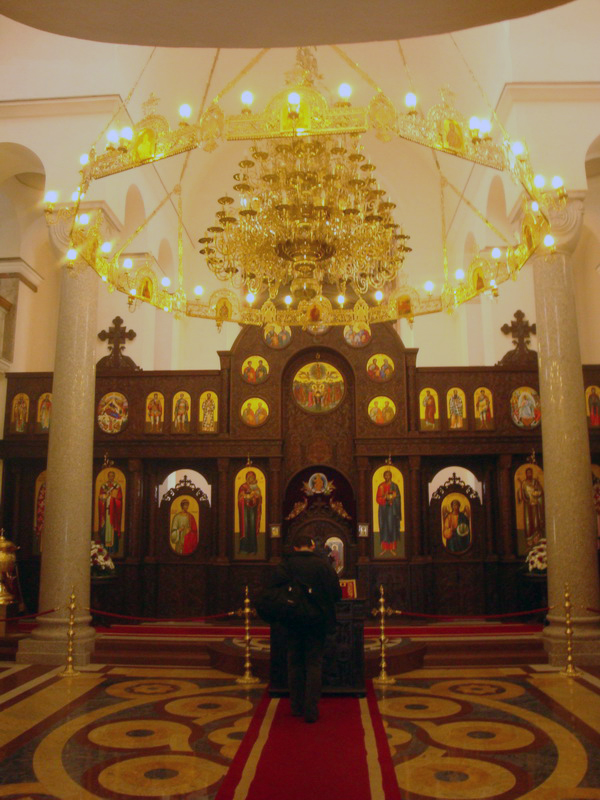
iconostase
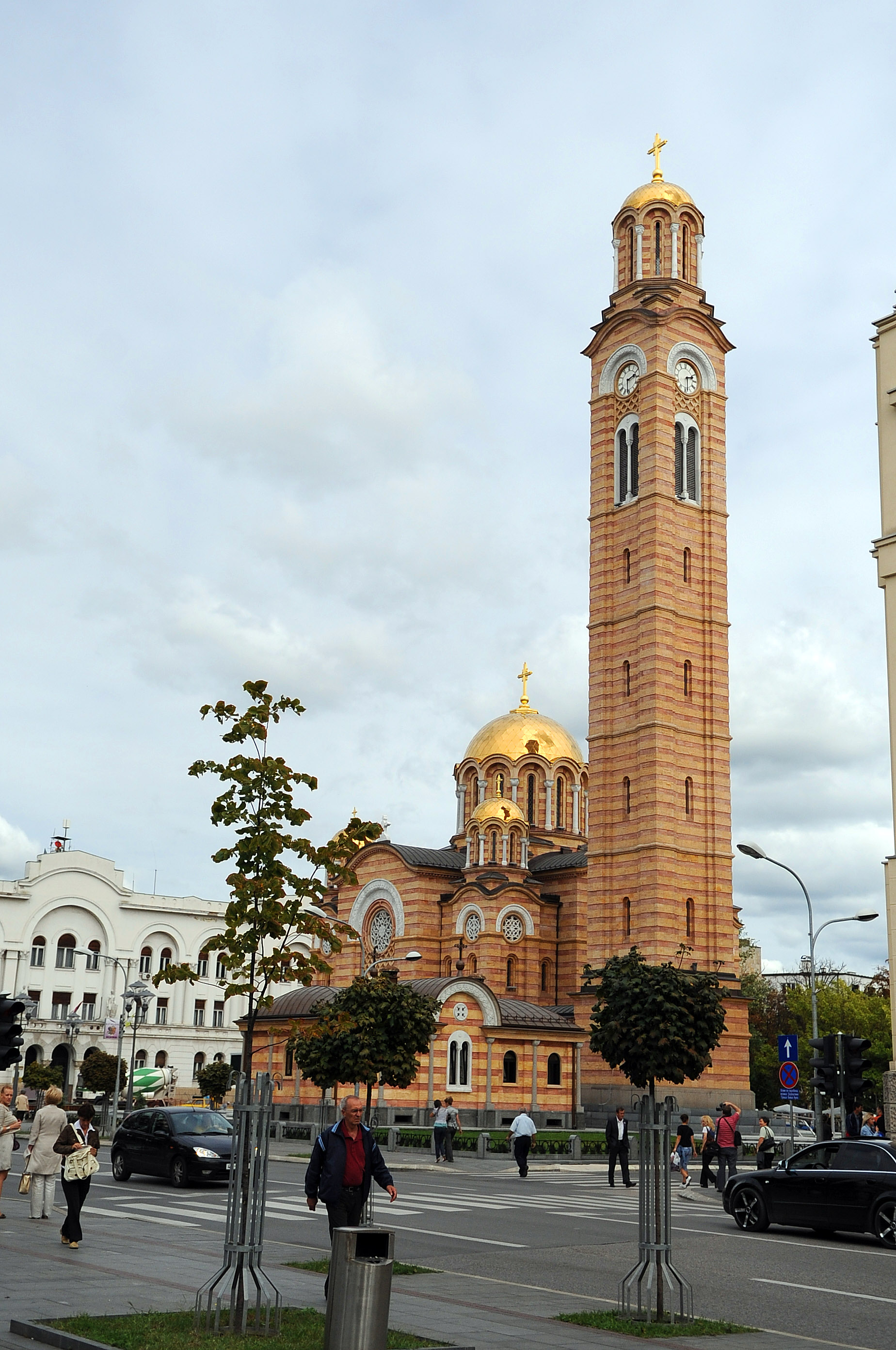
de kerk vanuit het westen